# Camellia leptophylla
Camellia leptophylla är en tvåhjärtbladig växtart som beskrevs av S.Ye Liang. Camellia leptophylla ingår i släktet Camellia och familjen Theaceae. Inga underarter finns listade i Catalogue of Life.